# 北海道道430号南幌向停车场线
北海道道430号南幌向停车场线（日语：北海道道430号南幌向停車場線）是一条位于北海道空知郡南幌町的普通道级道路（北海道道）。

## 道路概况
- 起点：北海道空知郡南幌町中央4丁目（旧北海道煤矿汽船（夕張铁道）南幌站）
- 終点：北海道空知郡南幌町荣町1丁目（国道337号交点）
- 总距离：0.5千米

## 经过的自治体
- 空知综合振兴局
  - 空知郡南幌町

## 主要连接道路
- 国道337号（终点）

## 历史
- 1962年（昭和37年）8月1日 - 路線勘定（北海道告示第1731号）
  - 站名于1963年（昭和38年）4月5日由南幌向变更为南幌